# John Joseph Thomas Ryan
John Joseph Thomas Ryan (* 1. November 1913 in Albany, New York; † 9. Oktober 2000 ebenda) war ein römisch-katholischer Geistlicher und Militärerzbischof der Vereinigten Staaten.

## Leben
John Joseph Thomas Ryan empfing am 16. Juni 1951 das Sakrament der Priesterweihe für das Bistum Albany.
Papst Paul VI. ernannte ihn am 7. Februar 1966 zum ersten Erzbischof von Anchorage. Der Erzbischof von New York, Francis Kardinal Spellman, spendete ihm am 25. März desselben Jahres die Bischofsweihe; die Amtseinführung folgte am 14. April. Mitkonsekratoren waren die Weihbischöfe Edward Joseph Maginn aus Albany und Edward Ernest Swanstrom aus New York. 
Am 4. November 1975 wurde er zum Koadjutor des US-amerikanischen Militärbischofs und zum Titularerzbischof pro hac vice von Gabii ernannt und am 13. Dezember desselben Jahres in das Amt eingeführt. Am 16. März 1985 trat er die Nachfolge des verstorbenen Militärerzbischofs Terence Kardinal Cooke an und wurde am 25. März desselben Jahres in das Amt eingeführt.
Papst Johannes Paul II. nahm am 14. Mai 1991 seinen altersbedingten Rücktritt an.